# Justine Miceli
Justine Miceli est une actrice et productrice américaine née le 30 avril 1959 à Sunnyside, Queens (États-Unis).

## Filmographie

### comme actrice
- 1975 : The Shopping Bag Lady (TV) : Helen
- 1992-1993 : As the World Turns (série TV) : Dr. Marsha McKay
- 1997 : X-Files (saison 4, épisode La Prière des morts) : Ariel Weiss
- 1998 : La Courtisane (Dangerous Beauty) : Elena Franco
- 1999 : Carlo's Wake : Gina Ryan
- 2000 : Gentleman B. : Maria DeRazio
- 2002 : Frères de sang (Whacked!) : Mrs. Stewart

### comme productrice
- 2000 : Gentleman B.